# ذا توكسيدو
ذا توكسيدو (بالإنجليزية: The Tuxedo)‏ هو فيلم حركة كوميدي أمريكي صدر في سنة 2002. من إخراج كيفن دونوفان ومن بطولة جاكي شان وجينيفر لوف هيويت.

## الميزانية والإيرادات
بلغت تكلفة إنتاج الفيلم حوالي 60 مليون دولار بينما حقق أرباحا تقدر بـ 104.391.623 دولار.

## وصلات خارجية
- ذا توكسيدو على موقع IMDb (الإنجليزية)
- ذا توكسيدو على موقع ميتاكريتيك (الإنجليزية)
- ذا توكسيدو على موقع روتن توميتوز (الإنجليزية)
- ذا توكسيدو على موقع نتفليكس (الإنجليزية)
- ذا توكسيدو على موقع قاعدة بيانات الأفلام العربية
- ذا توكسيدو على موقع ألو سيني (الفرنسية)
- ذا توكسيدو على موقع Turner Classic Movies (الإنجليزية)
- ذا توكسيدو على موقع أول موفي (الإنجليزية)
- ذا توكسيدو على موقع بوكس أوفيس موجو (الإنجليزية)
- ذا توكسيدو على موقع فيلمافينيتي (الإسبانية)